# Chromatomyia seneciophila
Chromatomyia seneciophila är en tvåvingeart som beskrevs av Spencer 1985. Chromatomyia seneciophila ingår i släktet Chromatomyia och familjen minerarflugor.
Artens utbredningsområde är Kenya. Inga underarter finns listade i Catalogue of Life.